# Omvendt bevisbyrde
Omvendt bevisbyrde eller præsumptionsansvar anvendes hovedsageligt inden for visse typer af erstatningssager.
At der foreligger et præsumptionsansvar betyder, at det er den potentielle skadevolder der skal bevise, at han eller hun er uden skyld i den indtrådte skade og dermed ikke er erstatningsansvarlig. Der er en formodning om culpa; og præsumptionsansvar kaldes også for culpa med omvendt bevisbyrde. Dermed har skadevolder bevisbyrden for, at skaden ikke er sket som følge af en forsætlig eller uagtsom handling.
Præsumptionsansvaret har sin begrundelse i de situationer hvor det ville være uforholdsmæssigt svært for den skadelidte, at bevise den potentielle skadevolders skyld i skaden. Dette vil normalt være i transport-, opbevarings- eller leje-forhold, hvor den skadelidte ikke har formuegodet i sin rådighed. 
Inden for den europæiske menneskerettighedskonvention (EMRK) er det forbudt at anvende et præsumptionsansvar i straffesager. jf. EMRK art. 6. stk. 2.